# Снігурі (Московська область)
Снігурі́, трапляється також передача Снєгирі (рос. Снегири, до 1970-х років Снигири) — селище міського типу в міському окрузі Істра Московської області.
Розташоване на Волоколамському шосе, на північний захід від Дєдовська, в 25 км від МКАД. Залізнична станція Снігурі на лінії Москва—Рига.

## Історія
Існує з початку XX століття: станція Снігурі відкрита 1903 року в зв'язку з дачним будівництвом. Топонім, утворений від назви птаха, очевидно, був обраний з міркувань милозвучності.
У грудні 1941 р. в Снігурах проходив рубіж, де було зупинено наступ німецьких військ на Москву. Сили вермахту увійшли в селище в ніч на 30 листопада 1941 року. 2 і 4 грудня вони здійснили атаку (в тому числі, за участю танків) на село Леніно (нині входить до складу селища), але були відбиті радянськими військами. Нейтральна смуга становила всього 50-70 метрів. Контрнаступ радянських військ почався вранці 8 грудня, до вечора населений пункт був звільнений. У результаті важких боїв в околицях Снігурів загинуло понад 6500 осіб.
Залишки боєприпасів знаходять і понині — в 2008 році при будівництві була виявлена і знешкоджена співробітниками МНС бойова граната часів Другої Світової війни, а в 2009 році за селом Леніно була знайдена радянська артилерійська міна.
Статус селища міського типу — з 1956 року.

## Відомі люди
У будинку відпочинку «Снігурі», розташованому на території колишнього маєтку графа Кутайсова в 3 км на південь від центру селища, постійно проживають діючі російські політики, в тому числі  Г. Зюганов. На території будинку відпочинку жив на дачі, і там же був убитий в 1995 році відомий російський бізнесмен, президент Югорского банку Олег Кантор.
В околицях Снігурів, по сусідству з дачею І. С. Козловського, здійснювалися зйомки фільму Леоніда Гайдая «Пес Барбос і незвичайний крос» (1961)